# Ecomuseo della riserva naturale Zompo lo Schioppo
L'Ecomuseo della riserva naturale Zompo lo Schioppo è un ecomuseo dedicato alla flora e alla fauna della riserva naturale guidata Zompo lo Schioppo situato a Grancia, frazione di Morino (AQ), in Abruzzo.

## Storia e descrizione
L'ecomuseo della riserva naturale Zompo lo Schioppo venne inaugurato nel marzo 2000 in un vecchio edificio, restaurato e adeguato ad ospitare lo spazio museale. In passato l'edificio coincideva con  ogni  probabilità con il centro della grancia che ha dato il nome alla frazione di Morino in Abruzzo. Concepito come primo intervento finalizzato a realizzare un percorso ecomuseale complesso, lo spazio museale è sorto grazie alla partecipazione attiva della popolazione locale che ha contribuito alla raccolta del materiale storico-antropologico che è stato possibile allestire in modo scientifico. 
Il museo permette di conoscere le peculiarità storico-culturali, geografiche, ambientali e relative alla flora e alla fauna della riserva naturale.
L'allestimento, sin dall'ingresso, consente al visitatore di rendersi partecipe in modo consapevole e reattivo dandogli la possibilità di interagire e di scegliere il percorso conoscitivo. Inoltre lo spazio museale è stato concepito in modo diversificato nel linguaggio e nei contenuti, ciò per permettere a tutti, adulti e bambini, di vivere serenamente l'esperienza culturale. 
Si possono effettuare varie attività grazie ai laboratori didattici, alla biblioteca ambientale, alla bibliomediateca, alle sale di proiezione, al telerilevamento, alla sala di smielatura e al giardino didattico.
La sede è dotata del centro visita della riserva naturale guidata di Zompo lo Schioppo.